# Ferula communis
Ferula communis (Corsicaanse schijnvenkel) is een soort uit de schermbloemenfamilie (Apiaceae). Het is een kruidachtige, vaste plant die voorkomt in het Middellandse Zeegebied, op het Arabisch schiereiland en in Oost-Afrika. De soort wordt daar aangetroffen in bosachtige gebieden en struikgewas. De soort staat op de Rode Lijst van de IUCN geklasseerd als 'niet bedreigd'.